# Vesicularia hygrobium
Vesicularia hygrobium är en bladmossart som beskrevs av Brotherus 1908. Vesicularia hygrobium ingår i släktet Vesicularia och familjen Hypnaceae. Inga underarter finns listade i Catalogue of Life.